# 漢密爾頓 (北卡羅萊納州)
漢密爾頓（英語：Hamilton）是一個位於美國北卡羅萊納州馬丁縣的城鎮。

## 人口
根據2020年美國人口普查的數據，漢密爾頓的面積為1.28平方千米，皆為陸地。當地共有人口306人，而人口密度為每平方千米239人。